# Geschlechtswulst

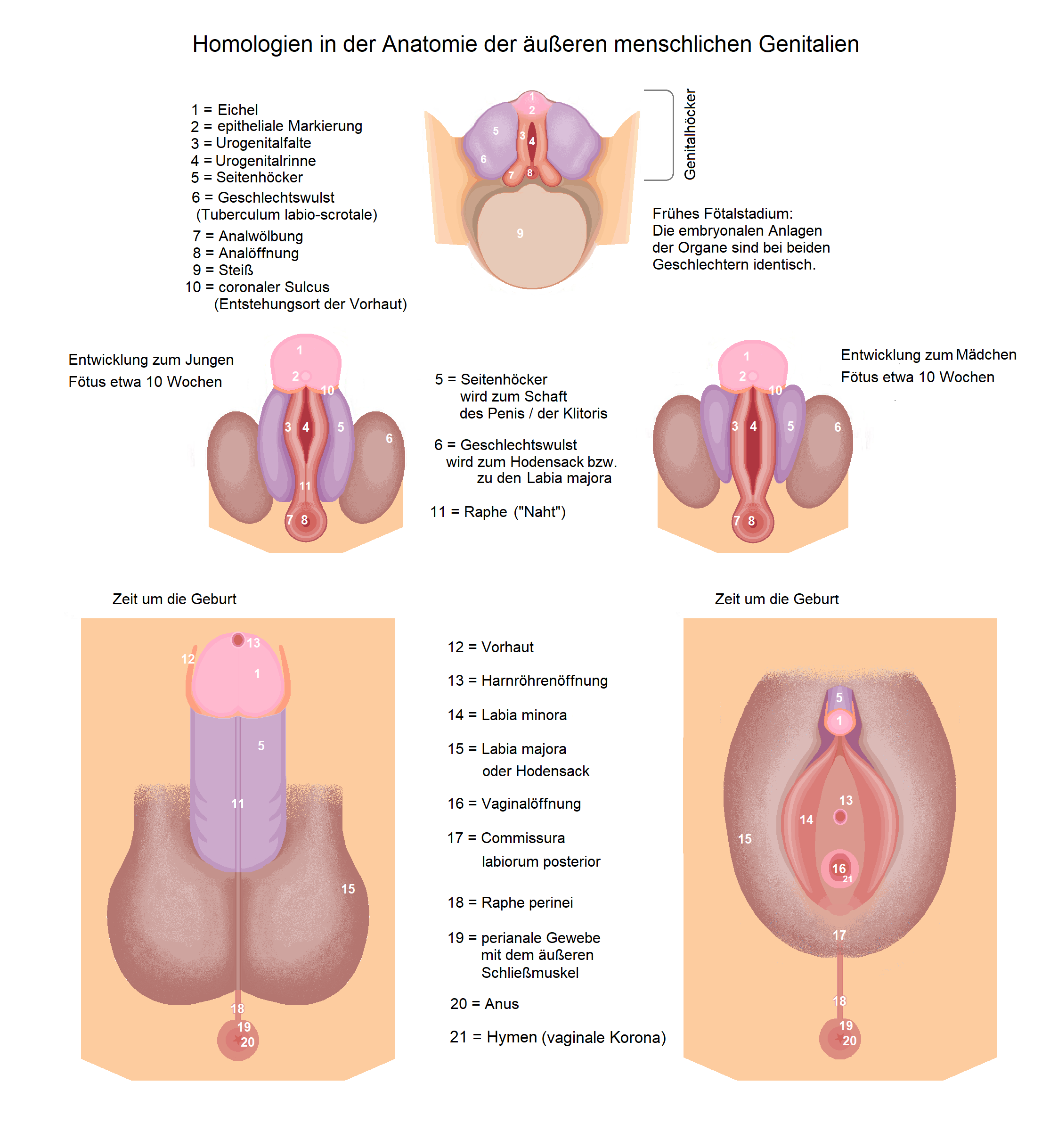

Als Geschlechtswulst (Tuberculum labioscrotale) bezeichnet man die beim Embryo während der Organentwicklung (Organogenese) seitlich des Genitalhöckers entstehenden Vorwölbungen, die durch eine Wucherung des embryonalen Bindegewebes (Mesenchym) hervorgerufen werden.
Durch Umbauvorgänge entstehen aus den Tubercula labioscrotalia bei menschlichen Feten bei weiblichen Individuen die äußeren Schamlippen. Bei den übrigen weiblichen Säugetierfeten bilden sich die Geschlechtswülste weitestgehend zurück, lediglich bei Raubtieren bleiben sie in Form der Labialwülste erhalten. Bei männlichen Säugetierfeten entsteht aus den Tubercula labioscrotalia der Hodensack.